# Senza anestesia
Senza anestesia (Bez znieczulenia) è un film del 1978 diretto da Andrzej Wajda.

## Trama
Jerzy, giornalista e corrispondente dal terzo mondo, dopo aver partecipato ad un programma televisivo, torna a casa e scopre che la moglie è partita con la figlia per andare a vivere con un uomo più giovane. Nel tentativo di riprendere i contatti con la moglie avrà modo anche di riflettere sulla situazione politica del suo paese.